# Humbert d'Albon (évêque de Valence)
Pour les articles homonymes, voir Humbert, Humbert Ier et Humbert d'Albon.
Humbert dit d'Albon est un évêque de Valence, sous le nom Humbert Ier, de la première moitié du XIe siècle. Il appartient à la dynastie des Guigues, qui donne naissance à la maison d'Albon avec son frère, le comte.

## Biographie

### Origines
Humbert est le fils de Guigues II († av. 1009) et d'une Gotelana (ou Gotelène, Gotelinde),.
Selon les généalogies proposées par le médiéviste Laurent Ripart ou le site de généalogie FMG - MedLands, il a pour frère le comte Guigues III d'Albon († 1070) et Guillaume († v. 1012),.
Il est également le neveu de l'évêque de Grenoble, Humbert Ier,.

### Deux épiscopats
Humbert semble être monté deux fois sur le siège de Valence. Alors qu'il est absent du catalogue donné par Ulysse Chevalier (1867), dans sa Notice chronologico-historique sur les évêques de Valence, il est mentionné comme Bienheueux dans la liste du site Internet du Diocèse de Valence.
Un acte daté de l'année en 996 mentionne un Humbert, repris par les auteurs anciens Chorier et Guichenon. U.Chevalier considère que ce ces deux auteurs le confondait avec Lambert. Le Trésor de chronologie (1889) ne le mentionne qu'à partir de « 1016 - Guido (Humbertus-Guido) »
L'acte de 996 correspond à une donation de 996 de son oncle l'évêque Humbert Ier, ainsi que son frère, Guigues, où il est dit évêque (Wiguonis fratris eius, Humberti episcopi de Valentia nepotis eius),,. Dans une autre donation de 1012 d'Humbert Ier, il est encore mentionné avec son frère (Umberto atque Wigone), mais sans indication qu'il soit évêque,,. Le Regeste dauphinois indique encore sa présence avec le titre épiscopal aux côtés de son frère (S. Guigoni comiti, fratris episcopi Humberti) dans un acte du 27 février [1016], concernant des possessions à Moirans. Georges de Manteyer (Les origines de la maison de Savoie, p. 145), comme pour le médiéviste Laurent Ripart, il s'agit de souscription tardive,.
Il semble, selon le médiéviste Aurelien Le Coq (2015), que « l'évêque Humbert que l'on retrouve à la tête du diocèse en 996 est bien membre de la famille des comtes d'Albon. Cependant, il est chassé dès l'année suivante avant de revenir trente ans plus tard (1027-1037) ; sans doute en 996 l’évêque était-il soit trop jeune soit insuffisamment légitime pour accéder à l’épiscopat. » Jules Chevalier (1888) indiquait qu'il était en compétition avec Lambert, fils du comte de Valentinois.
Les dates de son [second] épiscopat ne font pas consensus chez les auteurs. Il se placerait entre 1027-1037 pour les auteurs contemporains,,, alors que le site du Diocèse de Valence donne 1027-1030. Les actes publiés dans le Regeste dauphinois ou le site de généalogie Foundation for Medieval Genealogy - Medieval Lands correspondent à la période ([995/1000]-[1037]).
Il est attesté (S. Umberti episcopi) comme témoin, aux côtés des évêques de Grenoble et de Maurienne, dans une donation datée au cours de l'année 1030.
Son successeur, Ponce, ne sera mentionné dans le Regeste dauphinois qu'à partir de 1032, année retenue dans la liste du site du diocèse.